# KK Škofja Loka
El LTHcast Mercator es un equipo de baloncesto esloveno con sede en la ciudad de Škofja Loka, que compite en la 2SKL, la segunda división del baloncesto esloveno. Disputa sus encuentros como local en el Poden Hall, con capacidad para 500 espectadores.

## Nombres
- Loka Kava TCG Skofja Loka (hasta 2007)
- TCG Mercator Skofja Loka (2007-2010)
- LTHcast Mercator Skofja Loka (2010-)

## Posiciones en liga
- 1994 (4-2D)
- 1995 (6-A2)
- 1996 (5-A2)
- 1997 (1-A2)
- 1998 (1-A2)
- 1999 (6)
- 2000 (9)
- 2001 (12-1A)
- 2002 (15-1A)
- 2003 (7-1B)
- 2004 (3-1B)
- 2005 (1-1B)
- 2006 (11-1A)
- 2007 (8)
- 2008 (7)
- 2009 (9)
- 2010 (11)
- 2011 (10)
- 2012 (11)
- 2013 (12)

## Palmarés
- Campeón 1B Eslovena (2005)